# Communauté de communes de la Vallée de Munster
Die Communauté de communes de la Vallée de Munster (elsässisch: Kommünalferband vom Menschderdal) ist ein französischer Gemeindeverband mit der Rechtsform einer Communauté de communes im Département Haut-Rhin in der Region Grand Est. Sie wurde am 30. Mai 1996 gegründet und umfasst 16 Gemeinden. Der Verwaltungssitz befindet sich im Ort Munster.

## Mitgliedsgemeinden
| Gemeinde                                       | Einwohner 1. Januar 2022 | Fläche km² | Dichte Einw./km² | Code INSEE | Postleitzahl |
| ---------------------------------------------- | ------------------------ | ---------- | ---------------- | ---------- | ------------ |
| Breitenbach-Haut-Rhin                          | 811                      | 9,27       | 87               | 68051      | 68380        |
| Eschbach-au-Val                                | 377                      | 4,84       | 78               | 68083      | 68140        |
| Griesbach-au-Val                               | 682                      | 4,73       | 144              | 68109      | 68140        |
| Gunsbach                                       | 864                      | 6,18       | 140              | 68117      | 68140        |
| Hohrod                                         | 358                      | 5,49       | 65               | 68142      | 68140        |
| Luttenbach-près-Munster                        | 774                      | 7,86       | 98               | 68193      | 68140        |
| Metzeral                                       | 1.051                    | 30,43      | 35               | 68204      | 68380        |
| Mittlach                                       | 340                      | 11,39      | 30               | 68210      | 68380        |
| Muhlbach-sur-Munster                           | 817                      | 7,88       | 104              | 68223      | 68380        |
| Munster                                        | 4.709                    | 8,64       | 545              | 68226      | 68140        |
| Sondernach                                     | 593                      | 24,72      | 24               | 68311      | 68380        |
| Soultzbach-les-Bains                           | 727                      | 7,06       | 103              | 68316      | 68230        |
| Soultzeren                                     | 1.152                    | 18,37      | 63               | 68317      | 68140        |
| Stosswihr                                      | 1.328                    | 26,40      | 50               | 68329      | 68140        |
| Wasserbourg                                    | 467                      | 9,47       | 49               | 68358      | 68230        |
| Wihr-au-Val                                    | 1.208                    | 12,54      | 96               | 68368      | 68230        |
| Communauté de communes de la Vallée de Munster | 16.258                   | 195,27     | 83               | –          | –            |